# A1 (Servië)
De A1 of Autoput 1 is een autosnelweg in Servië. Met 554 km is het de langste snelweg van Servië. Het traject doorkruist het land van noord tot zuid van Horgoš aan de Hongaarse grens naar Preševo aan de grens met Noord-Macedonië, langs onder meer Subotica, Novi Sad, Belgrado en Niš. De autoweg is een onderdeel van de E75 en Corridor X.
Tussen Belgrado en Niš is de snelweg een tolweg. 

## Geschiedenis
Ten tijde van de Socialistische Federale Republiek Joegoslavië maakte de A3 ten noordwesten van Belgrado en het deel van de huidige A1 ten zuiden van Belgrado deel uit van de M1, de belangrijkste hoofdweg en verbinding tussen meerdere grotere steden die beter bekend was als de snelweg van broederschap en eenheid, naar de leuze van de Joegoslavische Communistenbond. De M1 liep van de Oostenrijkse tot de Griekse grens van Joegoslavië. 
De aanleg van die weg was een project dat Josip Broz Tito opstartte als premier. Eind jaren veertig werd het Joegoslavisch Volksleger en vrijwilligers van de werkbrigades van de Jeugdactie ingezet voor de aanleg, waarvan een eerste sectie in 1950 werd geopend, maar de verdere afwerking doorliep in de jaren vijftig. Verbeteringswerken en de omvorming tot een hedendaagse snelweg zijn sindsdien bijna ononderbroken verder gezet over het hele traject.
In de oorlog van 1999 waren alle bruggen van deze snelweg kapot gebombardeerd, en in eerste instantie provisorisch gerepareerd met noodbruggen voor 1 rijbaan per rijrichting. Tot ongeveer 2010 liep de A1 dwars door de stad Belgrado waar ook de rivier de Donau werd overgestoken. Na 2010 is er aan de zuidkant van Belgrado een nieuwe snelweg aangelegd, die als een westelijke ring om de stad heen loopt, langs Surčin en het vliegveld van Belgrado. Deze komt bij Veli Potok weer op het oude traject uit. Bij Vrčin begint het tol-traject richting Niš. 
Het laatste traject van de A1 (en van de volledige voormalige Joegoslavische M1) dat nog niet tot een hedendaagse autosnelweg is omgevormd is een sectie van 34 km die in het zuiden van Servië ligt en start ten zuiden van Leskovac en loopt tot Vranje.
Het traject van de A1 ten noorden van Belgrado is los van de M1 aangelegd. De verbinding van de Hongaarse grens langs Subotica en Novi Sad tot Belgrado is 172 km lang en aangelegd tussen 1971 en 2013. Deze snelweg werd oorspronkelijk aangeduid als de M22, de nationale weg 22. Na een hernummering werd het noordelijk deel aan de A1 toegevoegd, en behield de M22 enkel ten zuiden van Belgrado en tot Ribariće zijn originele wegnummering.
A1 · 
M1.9 · 
M1.10 · 
M1.11 · 
M1.12 · 
M1.13 · 
A2 · 
A3 · 
A4 · 
M5 · 
M7 · 
M7.1 · 
M8 · 
M9 · 
M17.1 · 
M17.2 · 
M17.3 · 
M18 · 
M18.1 · 
M19 · 
M19.1 · 
M21 · 
M21.1 · 
M22 · 
M22.1 · 
M22.2 · 
M22.3 · 
M23 · 
M23.1 · 
M24 · 
M24.1 · 
M25 · 
M25.1 · 
M25.2 · 
M25.3
A1 · 
A2 · 
A3 · 
A4 · 
A5 · 
A6 · 
A7 ·
A8 ·
A9 ·